# 森城 (土佐国)
森城（もりじょう）は、高知県土佐郡土佐町にあった日本の城（山城）。

## 沿革
土居の北西、和田に接する花瀬山に築かれた山城である。城地と考えられるところに「城山」・「城ツルイ」の地名が残る。この地を居城と定めたのは永正元年（1504年）頃、当地から潮江一帯を所領とした土豪森氏の3代当主頼茂であると「森家系図」に書かれており、本格的に居城を築城したのは『南路志』によると4代頼実とされている。5代孝頼のとき、天文13年（1544年）に本山茂宗によって落とされたが長宗我部氏の下で本山氏を攻略したのち森領を与えられ、森氏が再び居城した。
城跡は、第二次世界大戦後の開拓により当時の様相は呈しておらず、土佐町の調査によっても正確な位置は未だ確認されていない。したがって、遺構などは残存しておらず、台地上に段石窟（あな）が確認されたが、その段石窟も現存しない。現状では地名として残る「城山」・「城ツルイ」に当たる場所に築かれたと考えられている。